# 1994 PY18
1994 PY18 är en asteroid i asteroidbältet som upptäcktes den 12 augusti 1994 av den belgiska astronomen Eric Walter Elst vid La Silla-observatoriet i Chile.